# 大切に思えるものが一緒ならいいよね
大切に思えるものが一緒ならいいよね（たいせつにおもえるものがいっしょならいいよね）は、声優の國府田マリ子が出した10thシングルである（8cmシングル）。品番はKIDS-7608。

## 収録曲
1. 大切に思えるものが一緒ならいいよね
  - 作詞：國府田マリ子、作曲：ながつきまろん、編曲：亀田誠治
2. がんばれ！ローニン！
  - 作詞：國府田マリ子、作曲：井上うに、編曲：亀田誠治
  - 裏面アルバム『B Side Collection』には、シングルとは異なるlong versionで収録されている為シングルバージョンは、本作でしか聞けない。また、long versionには、イントロ前に國府田が「バッキングセッションに参加したい」と訴え、OKが出た為、参加している。イントロ前のやり取りがないのとエンディングが異なる以外は、ほぼシングルバージョンと同じである為、参加ミュージシャンのクレジットはないか、シングルバージョンもアコースティックギターは國府田が担当している様である。
3. 大切に思えるものが一緒ならいいよね（オリジナル・カラオケ）
4. がんばれ！ローニン！（オリジナル・カラオケ）